# Regne d'Owo
El regne d'Owo fou un estat de Nigèria avui dia estat tradicional, a l'oest del regne de Benín, en direcció a Oyo. Era un dels regnes iorubes més grans, anant des de Kabba al nord (a tocar de Nupe) i Akoko al nord-est fins a Okeluse, a 1.500 km al sud, i formava la frontera oriental dels territoris iorubes. La seva importància es reflecteix en el palau (Afin), el més gran de Nigèria, amb un centenar de patis; cada població de l'estat havia de participar en el seu manteniment. Els seus reis portaven el títol d' Olowo. El regne d'Owo era especialista en objectes de llautó, i en figures de fusta, terracota i vori, amb evidents influències de l'art beninès.
La seva història ha estat narrada a través dels seus 29 reis, des del primer, Ojugbelu (Arere o Omolaghaiye), un dels 16 fills d'Ododuwa, que per les seves maneres cavalleresques fou anomenat "Owo" (respectuós), de què va provindre el títol dels posteriors reis. Segons la llegenda Ojugbelu estava en una expedició de cacera quan es va produir la dispersió dels prínceps, i va haver de retornar i enfrontar-se als seus germans militarment per obtenir una part dels tresors del seu pare. Llavors Ojugbelu va marxar d'Ife amb els seus seguidors i es va aturar a Uji, per seguir cap a Upafa, al sud del que fou el regne d'Owo. Després sota el seu fill es van traslladar a Oke Imade, i poc després, buscant un bon subministrament d'aigua, van seguir fins Igbo Ogwata (moderna Okiti Ashegbo) just al centre de la moderna ciutat d'Owo. Allí ja hi vivia una gent, dirigits per un cap anomenat Elefene i per un temps els dos grups van conviure un al costat de l'altra, però en un regnat posterior aquests pobladors originals foren expulsats.
Segons l'historiador d'Owo, Ashara, durant segles Owo no hauria estat mai derrotat ni conquerit per cap altre regne, però la història del regne de Benín esmenta victòries d'aquest regne sobre Owo; sota l'Oba Ewuare el Gran del Regne de Benín (1440 - 1473), Owo hauria estat derrotada en un sagnant batalla, i ocupada. No obstant el general beninès Iken fou atacat i va resultar mort abans de poder sortir de la ciutat, quan les forces benineses ja havien abandonat Owo. Posteriorment sota Oba Ozolua el Conqueridor de Benín (1480 - 1504), Owo fou atacada altre cop, i es va sotmetre sense lluita. El príncep hereu d'Owo, Oshogboye, fill del Olowo Omaro, fou enviat a la ciutat de Benín per ser educat a la cort de l'oba, i allí va exercir com a patge (emada, literalment porta-espases). Quan Omaro va morir, Oshogboye va retornar a Owo per ocupar el tron sense esperar el permís del seu sobirà l'oba de Benín; aquest va enviar missatgers a Owo, i Oshogboye va fingir que estava malalt i va guanyar temps per poder ser coronat, i després de la coronació va procedir a fortificar la ciutat per prevenir un possible atac de Benín, amb excavació d'una rasa i construcció de muralles. Encara que no es diu expressament, sembla que es va produir l'atac i que fou rebutjat, i finalment l'oba va haver de confirmar a Oshogboye com a rei d'Owo. Sembla que encara que el regne era quasi sempre independent, els reis havien de pagar de tant en tant un tribut a Benín, i que les províncies del sus estaven controlades per Benín per assegurar el seu pas cap a la costa del sud-oest, si bé a més a més hi havia oberta una via per aigua fins a la llacuna i a través d'aquesta fins a la mar.
El primer europeu a visitar Owo era capità Rawpal que va arribar el 1897 per estudiar Owo. Poc després la Companyia Reial del Níger va establir la seva autoritat al regne que simplement va ocupar i va signar un tractat amb l'Olowo; llavors es va establir el protectorat; Owo es va col·locar a la Divisió de Benín el 1903. Tot i que la seu es trobava llavors a Iphone, l'Olowo era considerat com el més important Oba de la divisió. El 1906 va quedar dins de la colònia i Protectorat de Nigèria del Sud, que després fou la Colònia i Protectorat de Nigèria (des de 1914). En la Nigèria independent els olowo d'Owo van conservar funcions cerimonials.

## Reis (Olowo)
- vers 1400-1719 Llista no disponible
- 1719 - 1760 Ajagbusi Ekun
- 1760 - 1781 Ajaka
- 1781 - 1833 Adedipe Elewuokun
- 1833 - 1870 Aghagunghaiye
- 1870 Adara (primera vegada)
- 1807 - 1876 Aladetohun
- 1876 - 1889 Adara (segona vegada)
- 1889 - 1902 Atanleye I
- 1902 - 1912 Ogunoye I
- 1913 - 1938 Olagbegi I
- 1938 - 1941 Adeoye Ajike Atanleye II
- 1941 - 1968 Olateru Olagbegi II (primera vegada)
- 1968 - 1992 Joseph Adekola Ogunoye II
- 1992 - 1993 Regència
- 1993 - 1998 Olateru Olagbegi II (segona vegada)
- 1998 - 1999 Regència
- 1999 - Folagbade Olateru Olagbegi III